# 福岡市道堅粕西新2号線
福岡市道堅粕西新2号線（ふくおかしどうかたかすにしじんにごうせん）は、福岡県福岡市中央区赤坂を通る国道202号の赤坂三丁目交差点から西に向かって、同区の大濠公園の南側を通り抜け、樋井川を境に同市早良区に入り、同区の西新を通る明治通りの西新交差点に至る全長2,274.91メートルの市道（幹線一級市町村道）である。

## 概要
この道路は、天神等からなる「都心部」及び西新等からなる「西の副都心」の主要な拠点の間を東西に結ぶネットワークの一部を形成している。
この路線には2つの福岡市道路愛称がつけられた区間があり、赤坂三丁目交差点から大濠一丁目交差点までの区間は国体道路（）の一部（西端）にあたり、大濠一丁目交差点から西新交差点までの区間は城南線（）の一部（西端）にあたる。

道路の写真
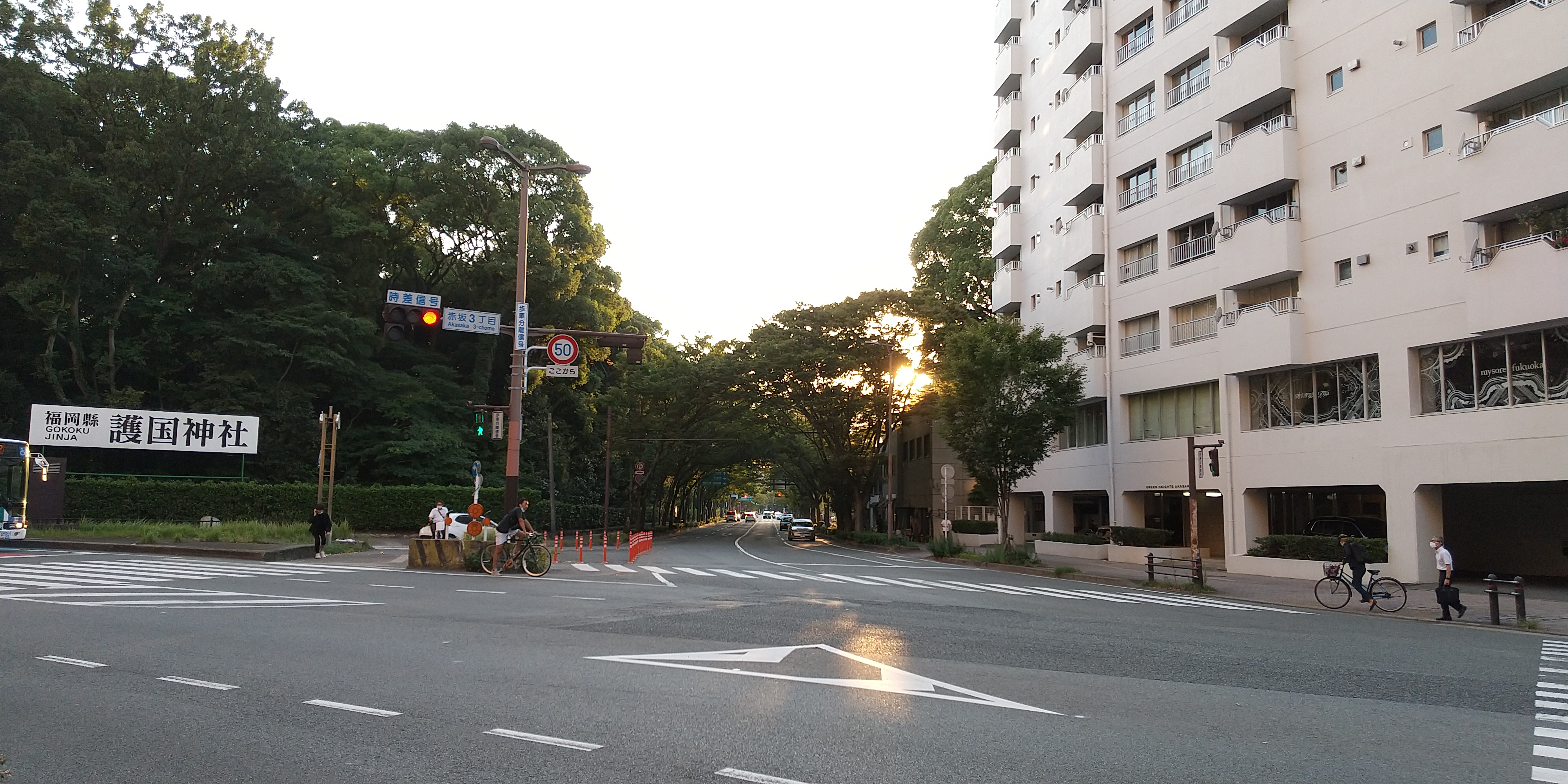
起点（赤坂三丁目交差点の西側）
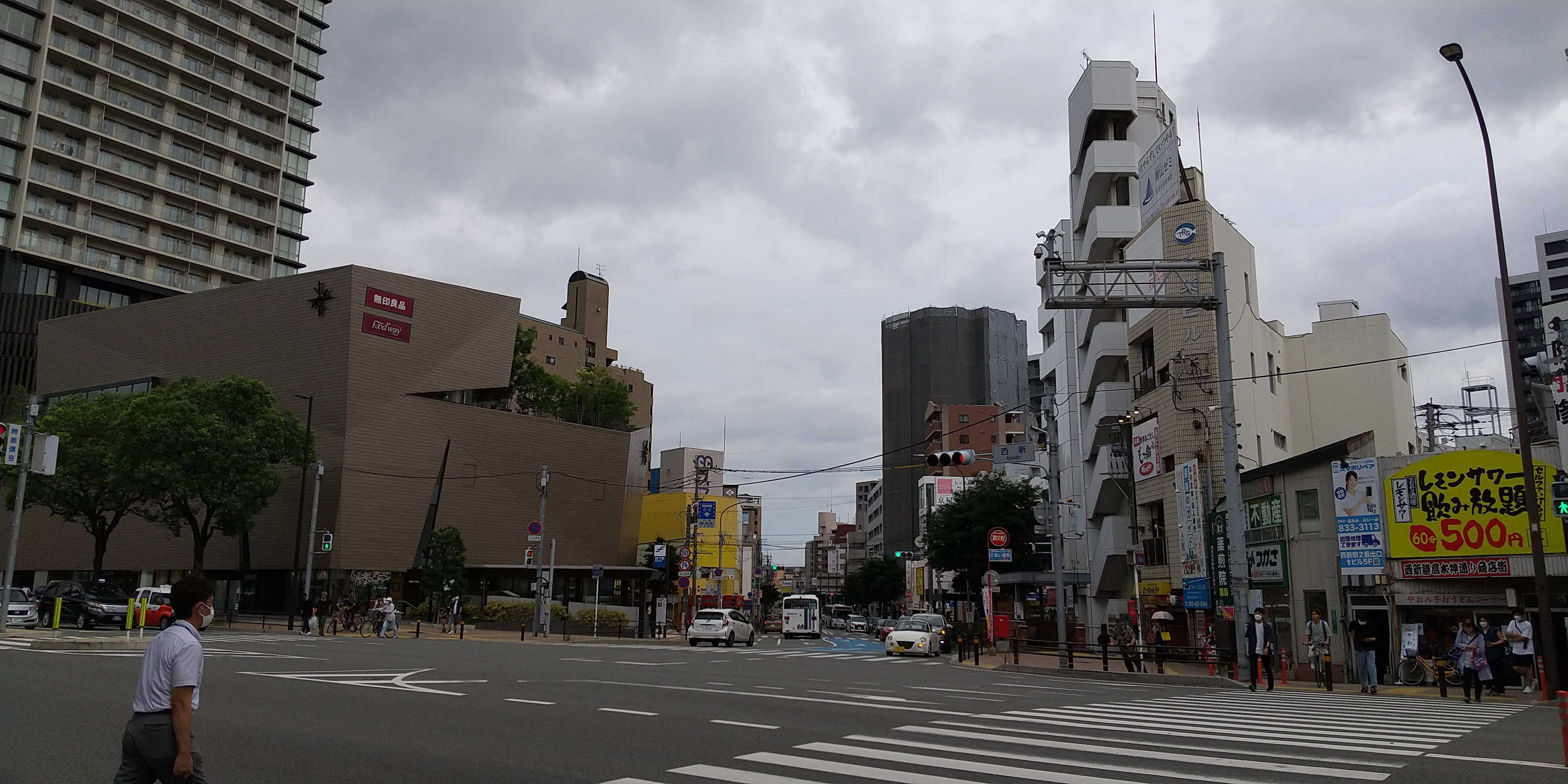
終点（西新交差点の南東側）

## 接続する主な通り
| 交差する道路                          | 市町村名 | 市町村名 | 交差する場所             | 交差する場所           |
| ------------------------------------- | -------- | -------- | ------------------------ | ---------------------- |
| 国道202号（別府橋通り）               | 福岡市   | 中央区   | 赤坂二丁目               | 赤坂三丁目交差点、起点 |
| 福岡県道559号原東警固線（別府橋通り） | 福岡市   | 中央区   | 赤坂二丁目               | 赤坂三丁目交差点、起点 |
| 舞鶴公園線                            | 福岡市   | 中央区   | 六本松一丁目             | 護国神社前交差点       |
| 福岡市道大濠東油山線                  | 福岡市   | 中央区   | 草香江一丁目、鳥飼二丁目 | 大濠一丁目交差点       |
| 福岡県道557号東油山唐人線             | 福岡市   | 中央区   | 鳥飼一丁目及び二丁目     | 鳥飼一丁目交差点       |
| 福岡市道地行鳥飼七隈線                | 福岡市   | 中央区   | 鳥飼一丁目から三丁目まで | 鳥飼二丁目交差点       |
| 福岡市道千代今宿線（明治通り）        | 福岡市   | 早良区   | 西新四丁目               | 西新交差点、終点       |

## 接続する主な施設
- 福岡城（福岡城跡6号堀）
- 舞鶴公園
- 護國神󠄀社󠄁
- 大濠公園
- 福岡市美術館
- NHK福岡放送局
- 福岡大学附属大濠中学校・高等学校
- 福岡管区気象台
- 西新商店街
- PRALIVA
- 西新駅